# Tobias gradiens
Tobias gradiens är en spindelart som beskrevs av Mello-Leitao 1929. Tobias gradiens ingår i släktet Tobias och familjen krabbspindlar. Inga underarter finns listade i Catalogue of Life.